# Tocane-Saint-Apre

Tocane-Saint-Apre este o comună în departamentul Dordogne din sud-vestul Franței. În 2009 avea o populație de 1.679 de locuitori.

## Evoluția populației
| An        | 1975  | 1982  | 1990  | 1999  | 2006  | 2009  |
| --------- | ----- | ----- | ----- | ----- | ----- | ----- |
| Populație | 1.318 | 1.376 | 1.377 | 1.484 | 1.541 | 1.679 |